# Myrsine lineata
Myrsine lineata är en viveväxtart som först beskrevs av Carl Christian Mez, och fick sitt nu gällande namn av N.N. Imkhanitskaya. Myrsine lineata ingår i släktet Myrsine och familjen viveväxter. Inga underarter finns listade i Catalogue of Life.